# Maria Lopes
Maria Lopes, född 3 april 2002 i Portugal, är en volleybollspelare (vänsterspiker). Hon spelar i Portugals landslag och deltog med dem i  EM 2019.
På klubbnivå har hon spelat för Porto Vólei (2019-) och Ala de Nun'Alvares de Gondomar (2018-2019).